# Christian Malanga
Christian Malanga Musumari, comúnmente conocido como Christian Malanga (Kinshasa, 2 de enero de 1983 - 19 de mayo de 2024), fue un político, empresario y oficial militar congoleño. Hasta su muerte, fue presidente del Partido Congoleño Unido (UCP), un partido político nacional que formó después de sus experiencias en las muy disputadas elecciones parlamentarias de la República Democrática del Congo en 2011. En 2013, fue nombrado primer embajador de la Mesa Redonda Internacional sobre Libertad Religiosa. El 17 de mayo de 2017 nació oficialmente el Nuevo Zaire cuando el presidente Malanga creó un gobierno en el exilio en Bruselas.

## Biografía
Christian Malanga Musumari nació el 2 de enero de 1983, hijo de Christine Kapay Loyinda y Joseph Itejo Malanga en Kinshasa. El padre de Malanga, Joseph Malanga, nació y creció en el pueblo de Mangai en la provincia de Bandundu. Su madre Christine era local de Ngaba, Kinshasa, donde los padres de Malanga se conocieron cuando eran estudiantes. Se establecieron fuera de la ciudad, donde su madre trabajaba en un mercado local y su padre trabajaba como mecánico en Kinshasa propiamente dicha.
En 1993, la familia de Malanga se trasladó a Suazilandia como refugiados políticos. Malanga fue a la escuela primaria en la escuela primaria metodista de Saint Paul en Suazilandia. En 1998, Malanga se mudó a Salt Lake City, Utah, Estados Unidos, como refugiado político con estatus de asilo. Allí fue propietario de varias pequeñas empresas hasta 2006, cuando cofundó la organización sin fines de lucro Africa Helpline Society de la República Democrática del Congo. Trabajó directamente con niños en el orfanato en el lugar y con las iniciativas de alcance global de la organización. Malanga utilizó sus experiencias para formar simultáneamente su propia organización no gubernamental, Friends of America, durante este período.
En junio de 2006, Malanga regresó a la República Democrática del Congo para participar en el servicio militar, y en 2007 alcanzó el grado de capitán del ejército congoleño. Sus principales deberes durante el servicio incluyeron el de oficial de moral de brigada y el mando de una compañía de formación con responsabilidad sobre aproximadamente 235 hombres bajo su mando. 
En 2011, Malanga asistió a una reunión de la asamblea general de todos los líderes políticos de la oposición para seleccionar un candidato que desafiara al presidente Joseph Kabila. Cuando la asamblea general se mostró indecisa, Malanga decidió presentarse a las elecciones parlamentarias como candidato independiente de la oposición. Fue detenido dos días antes de las elecciones parlamentarias por fuerzas de seguridad del gobierno y estuvo recluido durante más de dos semanas. Tras su liberación, se le ofreció un puesto como Presidente Nacional de la Juventud bajo el gobierno actual. Malanga declinó el puesto y decidió formar su propio partido político.
El 19 de mayo de 2024, Christian Malanga fue asesinado en un intento de golpe de Estado en Kinshasa, República Democrática del Congo.